# NGC 963
NGC 963 est une galaxie irrégulière naine (magellanique ?) située dans la constellation de la Baleine. NGC 963 a été découverte par l'astronome américain Francis Leavenworth en 1886. Cette galaxie a aussi été observée par l'astronome français Stéphane Javelle le 14 décembre 1903 et elle a été ajoutée à l'Index Catalogue sous la désignation IC 1808.

## Caractéristiques
Sa vitesse par rapport au fond diffus cosmologique est de 1 233 ± 37 km/s, ce qui correspond à une distance de Hubble de 18,2 ± 1,4 Mpc (∼59,4 millions d'al).